# Privilège blanc
Ne doit pas être confondu avec Privilège du blanc.
 (novembre 2019).
Le privilège blanc, ou privilège de la peau blanche, est une thèse selon laquelle les personnes blanches bénéficieraient sans s'en rendre compte dans les pays occidentaux de privilèges sociaux, sociétaux, politiques ou économiques, qui ne seraient pas accordés aux personnes non blanches dans le même contexte, ce qui constituerait un « ensemble invisible d'avantages non mérités ». L'expression est utilisée pour la première fois en 1988 par l'universitaire américaine Peggy McIntosh, professeur d'anglais.
Ces effets se ressentiraient dans un contexte professionnel, éducatif et personnel. Le concept de privilège blanc implique aussi le fait, pour le groupe privilégié, de se considérer comme étant la norme.
Développé principalement aux États-Unis et utilisé dans certaines universités pour les sciences sociales et les humanités, cette notion de privilège blanc a ensuite été reprise dans des contextes différents, notamment dans le monde anglo-saxon et dans les anciennes colonies européennes. 
Des concepts académiques ou militants comme la Théorie critique de la race et la blanchité s'appuient sur cette notion pour analyser l'impact du racisme sur les individus (ou les groupes) socialement construits comme blancs.
Critiqué, le privilège blanc se fonde sur une approche subjective, ne disposant pas de fondement scientifique.

## Définition
L'idée de privilège blanc a des définitions très variées, mais se distingue généralement du racisme par le fait qu'elle est passive. Quelques définitions :
- « Le privilège blanc est la possibilité pour les Blancs de garder un statut social élevé qui masque les inégalités raciales »[3].
- « Le privilège blanc a été défini par David Wellman comme un système d'avantages basé sur la race. Il a été comparé par Peggy McIntosh à un ensemble d'avantages et de ressources invisibles et intangibles, qu'on lui a donné parce qu'elle est blanche à notre époque et aux États-Unis. Paula Rothenberg définit le privilège blanc comme l'opposé de la discrimination »[4].
- « Le privilège blanc, spécifiquement, est un ensemble institutionnel d'avantages donnés sans justification aux Blancs (Kendall, 2001, 2006; McIntosh, 1989; Sue, 2003) »[5].
- Selon la géographe et urbaniste américaine Laura Pulido, « le privilège blanc est un racisme qui soutient, mais se distingue du racisme institutionnel et individuel. Il les soutient parce qu'ils sont tous deux dépendants des privilèges des personnes blanches (que les intéressés s'en rendent compte ou non). Il s'en distingue dans son intention. Le privilège blanc concerne les structures, pratiques et idéologies homogènes qui reproduisent le statut privilégié des Blancs. Dans ce scénario, les Blancs n'ont pas forcément l'intention de nuire aux personnes non blanches, mais ils le font quand même parce qu'ils ne sont pas conscients de leur « privilège », et parce qu'ils accumulent les avantages sociaux et économiques en maintenant le statu quo »[6].
- Selon l'anthropologue français Ary Gordien, la définition du privilège blanc peut se résumer comme le fait, pour certains groupes catégorisés comme blancs, de ne pas être confrontés au racisme, et d'avoir des avantages qu'ils n'ont pas gagné par leurs efforts personnels, mais dont ils ont hérité et qui peuvent potentiellement les mettre dans une position de domination[7].

## Histoire du concept
L'expression « white privilege » est utilisée pour la première fois en 1988 par la professeur d'anglais Peggy McIntosh dans un « extrait de document de travail » ou un article intitulé « White privilege and male privilege : A Personal Account of Coming to See Correspondences Through Work in Women's Studies » (« Le privilège blanc et le privilège masculin : une vision personnelle des correspondances remarquées au cours de travaux en études de genre ») et publié par le laboratoire d'études féministes de Wellesley College, financé par la Mellon Foundation, dans un recueil collectif : White Privilege and Male Privilege, puis dans « White Privilege: Unpacking the Invisible Knapsack » (1989) (« Le privilège blanc : déballer le sac à dos invisible ») afin d'exprimer la thèse selon laquelle les personnes blanches bénéficieraient sans s'en rendre compte dans les pays occidentaux de privilèges sociaux, sociétaux, politiques ou économiques, qui ne seraient pas accordés aux personnes non blanches dans le même contexte, ce qui constituerait un « ensemble invisible d'avantages non mérités ». 
Le texte se présente comme une chronique personnelle et empirique (non scientifique ) dans laquelle Peggy McIntosh détaille quarante-six situations dans lesquelles sa couleur de peau lui aurait ouvert des portes dans la vie (elle a alors cinquante ans).
Dans son article, Peggy McIntosh avait fait une liste de quarante-six privilèges blancs, parmi lesquels se trouvent une estime de soi différente, un statut social par défaut plus élevé, un meilleur pouvoir d'achat, un meilleur accès au marché du travail et une plus grande liberté de circulation et d'expression.
Peggy McIntosh, née Margaret Vance Means en 1934, est une militante féministe et antiraciste, issue d'une famille de la haute bourgeoisie blanche américaine (White Anglo-Saxon Protestant). Elle est la fille de Winthorp J. Means, directeur du département des télécommunications des Laboratoires Bell, propriétaire de plusieurs brevets pour la téléphonie numérique qui lui assurent une fortune confortable ; elle passe son enfance à Summit dans le New Jersey, fait des études Université de Radcliffe où elle obtient un doctorat d'anglais. Ses fiançailles avec le Dr Keneth McIntosh sont annoncées dans le carnet du New York Times.

### Avant les années 1970
Dans son livre de 1935 Black Reconstruction in America, W. E. B. Du Bois évoque le concept d'un « salaire psychologique » pour les travailleurs blancs. Ce statut spécial diviserait les travailleurs en poussant les travailleurs Blancs mal payés à se sentir supérieurs aux Noirs mal payés. Il identifie le suprémacisme blanc comme un phénomène global, y compris dans les pays à majorité de couleur par voie du colonialisme. Il écrit par exemple :

« Il faut se souvenir que le groupe de travailleurs blancs, bien que recevant un salaire bas, était compensé en partie par une sorte de salaire public et psychologique. On faisait preuve de déférence envers eux, on leur donnait des titres de courtoisie, parce qu'ils étaient blancs. Ils pouvaient rejoindre toutes les autres classes de personnes blanches dans les fonctions civiles, les parcs publics, et les meilleures écoles. Ils constituaient la police, et les cours, dépendant de leur vote, les traitaient avec tellement de clémence qu'elles encourageaient la criminalité. Leur vote décidait des représentants publics, et même si cela avait peu d'effet sur la situation économique, leur traitement personnel et la déférence dont on faisait preuve devant eux en était impactée. Les écoles blanches étaient les meilleures de la communauté, et bien placées, et elles coûtaient deux à dix fois plus par élève que les écoles colorées. Les journaux publiaient des nouvelles qui flattaient les Blancs pauvres et ignoraient presque complètement les Noirs, sauf pour le crime et les moqueries. »

— Du Bois, Black Reconstruction in America.
À partir de 1965, s'appuyant sur cette constatation et inspiré par le mouvement afro-américain des droits civiques, l'écrivain et militant Theodore W. Allen (en) publie plusieurs articles et analyses du « privilège de la peau blanche », du « privilège de la race blanche » et du « privilège blanc », qui pousse les « Américains blancs qui veulent le gouvernement par le peuple et pour le peuple » à « commencer par répudier leurs privilèges de la peau blanche ». Le pamphlet, White Blindspot (littéralement, « angle mort blanc »), qui contient un essai d'Allen et un essai de l'historien Noel Ignatiev (en), est publié à la fin des années 1960. Il se focalise sur le combat contre le « privilège de la peau blanche » et influence beaucoup les Students for a Democratic Society (SDS) et certaines franges de la Nouvelle Gauche. Le 15 juin 1969, le New York Times relate que le Bureau National des SDS appelle à « une guerre ouverte contre les “privilèges de la peau blanche” ». En 1974 et 1975, Allen étend son analyse à la période coloniale, ce qui mène à la publication de Class Struggle and the Origin of Racial Slavery: The Invention of the White Race (1975) qu'il étoffe dans The Invention of the White Race, en deux volumes publiés en 1994 et 1997.

### Années 1970 à 2000
En 1988, le terme reprend de l'ampleur[réf. souhaitée] dans les cercles académiques après la publication d'un article de Peggy McIntosh, professeure d'anglais et directrice de séminaires de la Mellon Foundation, intitulé « White privilege and male privilege : A Personal Account of Coming to See Correspondences Through Work in Women's Studies ». Dans cet article, McIntosh décrit son expérience personnelle et affirme un « privilège blanc » en étudiant les relations entre les différentes hiérarchies sociales dans lesquelles être opprimé dans une hiérarchie ne compense pas un privilège injuste dans une autre. Dans les années qui suivent, la théorie de l'intersectionnalité gagne en importance avec des afroféministes, Kimberlé Williams Crenshaw en tête, soutenant que les femmes noires subissent une oppression différente du privilège masculin subi par les femmes blanches, en raison de leur privilège blanc. 
L'essai empirique de McIntosh est toujours régulièrement cité par les chercheurs et par les journalistes actuels.
En 2003, Ella Bell et Stella Nkomo remarquent que « la plupart des chercheurs en relations raciales utilisent [le concept de] privilège blanc ».

### Années 2010

#### Le filmWhite People
Dans sa critique du film MTV de 2015 White People (en), le journaliste, romancier et professeur d'anglais Hua Hsu (en) fait la remarque suivante : « comme un robot dans un film qui se rend compte peu à peu qu'il est un robot, on a l'impression de vivre le moment où les Blancs, à une échelle générationnelle, prennent conscience d'eux-mêmes ». Commentant que « les personnes blanches ont commencé à comprendre leur place en termes de politiques identitaires, depuis longtemps réservées aux marginalisés », Hsu qualifie ce changement de conséquence étrange de l'ère Obama. Il ajoute que parler de blanchité n'est « en aucun cas une discussion nouvelle, mais elle n'a jamais semblé aussi animée ».
Le film White People lui-même, produit et réalisé par le lauréat du prix Pulitzer Jose Antonio Vargas, est un documentaire qui suit plusieurs adolescents qui parlent de leur blanchité devant la caméra, ainsi que de leur opinion au sujet du privilège blanc. À un moment du film, Vargas interviewe une étudiante en université qui soutient que le fait de ne pas avoir reçu de bourse étudiante lui vient du racisme antiblanc, jusqu'à ce que Vargas souligne que les étudiants blancs ont « 40 % de chances supplémentaires de recevoir une bourse au mérite ». Dans une critique, une journaliste du Daily Beast interviewe Ronnie Cho, à la tête du département des affaires publiques de MTV, qui soutient que « les jeunes sont le moteur du changement social », et qu'ils seraient donc plus ouverts à une discussion sur le privilège blanc. Il note aussi que la Génération Y, et éventuellement la Génération Z, sont une génération « qui a été élevée avec la noble intention de ne pas voir les couleurs ». Ronnie Cho argumente ensuite, expliquant que ces aspirations « ne sont probablement pas très utiles, si on ignore les différences. La couleur de notre peau a son importance, et affecte la façon dont le monde interagit avec nous ». Plus loin dans la même critique, la journaliste, Amy Zimmerman, remarque que « les Blancs n'ont pas souvent besoin de parler de race, parce qu'ils ne vivent pas le racisme et l'oppression et ne vivent donc pas grand-chose dans ce domaine. Fouiller dans la construction de ses privilèges, c'est un acte d'autocritique pour les Américains blancs. En comparaison, les Américains noirs sont fréquemment fouillés de façon très littérale, par la police ».

### Années 2020 (critiques et controverses)

#### France
En France, le concept de privilège blanc est « marginal » ; son emploi suscite des polémiques et beaucoup de controverses.
Alice Krieg-Planque, maîtresse de conférences en sciences de l'information et de la communication, estime pour sa part que le terme a le mérite de susciter le débat. Elle observe que l'héritage ségrégationniste des États-Unis diffère trop de l'héritage colonial en France pour assurer la bonne « acclimatation de ce mot au cadre français. » Elle lui préfère la notion, elle aussi importée des USA, d'intersectionnalité.
Selon Ary Gordien, anthropologue au CNRS, l'existence d'un privilège blanc en France est une hypothèse de recherche que beaucoup d'éléments semblent prouver à priori. Il faudrait donc selon lui faire comme W. E. B. Du Bois l'a fait aux États-Unis, et mener en France une recherche systématique pour montrer où, comment et en quoi il y a un privilège blanc. Il considère qu'une des limites de la notion est son caractère trop globalisant et généralisateur, qui ne tient pas compte des contextes ou des classes sociales. L'autre limite qu'il perçoit est la dichotomisation des sociétés entre Blancs et Noirs, « des catégories que l’on va sédimenter, solidifier, alors que ce que l’on veut précisément, c’est de leur faire perdre de leur force politique dans un combat antiraciste ».
Pour Manuel Boucher, professeur de sociologie à l'université de Perpignan, « Accepter cette idée que tous les blancs sont des privilégiés, c'est absurde et dangereux ».

## Axes de recherche

### Critical race theory
Les théoriciens de la critique de la race comme Cheryl Harris (en) et George Lipsitz (en) affirment que la blanchitude a été historiquement davantage traitée comme une propriété que comme une caractéristique raciale, c'est-à-dire comme un objet avec une valeur intrinsèque que des institutions sociales et légales se doivent de protéger. Les lois et mœurs sur les couleurs, de l'apartheid et des lois Jim Crow aux préjugés sur les couples mixtes, servent à conserver les avantages et privilèges des Blancs. C'est pour cette raison que les recherches sur les relations interraciales se concentrent généralement sur les désavantages subis par les minorités plutôt que sur les avantages fournis aux Blancs.

## Norme
Le concept de privilège blanc implique aussi le fait pour le groupe privilégié de se considérer comme la norme,.
« Wildman (2000) analyse ce privilège en disant qu'ils "définissent la norme sociale, souvent en faveur du groupe privilégié. Les membres du groupe privilégié peuvent s'appuyer sur leur privilège et n'ont pas besoin de s'opposer à l'oppression" (p. 53). Le résultat de cette norme sociale est que tout le monde doit suivre les attributs établis par les privilégiés. Dans la société, les Blancs déterminent ce qu'est un succès et un échec, ils sont la norme. Une réussite d'un membre du groupe privilégié est vue comme méritoire et résultat d'un effort individuel plutôt que conséquence d'un privilège ».
« Les experts définissent le privilège blanc comme une combinaison de normes et d'opinions exclusives qui sont soutenues par les Blancs d'une façon qui renforce en permanence la distance entre les groupes sociaux en s'appuyant sur le pouvoir, l'accessibilité, les avantages, la majorité numérique, le contrôle, le choix, l'autonomie, l'autorité, les possessions, la richesse, les opportunités, l'acquisition de biens, les réseaux, un traitement préférentiel, un droit, et le statut social (Hays & Chang, 2003; Manning & Baruth, 2009) ».

## Réception et critiques
Certains critiques affirment que l'utilisation du concept de blanchité gomme les autres inégalités, en particulier celle de classe,. D'autres avancent que les privilèges sociaux sont bien interconnectés avec la couleur de peau, ce qui requiert une analyse complexe et poussée pour identifier l'importance de la couleur de peau sur le privilège. Les critiques du privilège blanc proposent des définitions alternatives de blancheur de peau, insistant sur les différences de traitement entre les populations et personnes blanches et suggérant qu'être blanc n'est pas une notion incluant tous les Blancs, en raison de différences de couleur et d'ethnicités à l'intérieur de groupes.
Pour le chroniqueur américain David Marcus, le concept a pris naissance lorsqu'il n'y a plus eu besoin de lutter contre les discriminations racistes institutionnelles, mais cette « théorie des privilèges », étendue à d'autres catégories, est dangereuse car elle autoriserait des revendications de la part des catégories concernées en muselant les catégories bénéficiaires.
Dans son article Explaining White Privilege to a Broke White Person (« Expliquer le privilège blanc à une personne blanche fauchée ») dans le HuffPost, Gina Crosley-Corcoran affirme qu'elle était d'abord hostile à l'idée d'être privilégiée parce que sa peau blanche ne l'avait pas empêchée d'être pauvre, jusqu'à sa lecture de l'essai Unpacking the invisible knapsack de Peggy McIntosh. D'après Crosley-Corcoran, « le concept d'intersectionnalité reconnaît que les gens peuvent tout à fait être privilégiés d'une façon et pas d'une autre ». D'autres journalistes remarquent que le rattachement du privilège blanc aux milieux académiques peuvent provoquer une incompréhension et une réaction défensive des Blancs, y compris parce que le concept de privilège blanc a explosé d'un coup via les réseaux sociaux avec des campagnes comme Black Lives Matter.
Dans une interview de Cory Weinburg pour Inside Higher Ed (en), des chercheurs qui étudiaient le privilège blanc en paix depuis des décennies affirment être pris de court par la soudaine hostilité des critiques de droite depuis 2014.
Pour William Ray, Peggy McIntosh a travesti en privilège racial l'avantage économique manifeste dont elle a eu la chance de jouir depuis sa naissance dans un milieu très favorisé, puis a jeté ce nouveau péché originel à la face de tous ceux ayant la même couleur de peau qu'elle. William Ray, ancien casque bleu, reconnait dans cette politique de l'identité des prémisses comparables à ceux qui ont conduit aux violences inter-ethniques en ex-Yougoslavie et au Rwanda.

### Articles liés
- Blanc (humain)
- Fragilité blanche
- Blanchité (Blanchitude)
- Ségrégation raciale aux États-Unis
- Ségrégation raciale en Australie
- Apartheid
- Racisme
- Racisme antiblanc
- Privilège masculin
- Privilège de la beauté
- Charles W. Mills (1951-2021), Le contrat racial (en) (1997)

### Lectures connexes
- (en) Theodore W. Allen, "The Invention of the White Race," Vol. 1: "Racial Oppression and Social Control" (Verso Books, 1994, New Expanded Edition 2012,  (ISBN 978-1-84467-769-6)978-1-84467-769-6).
- (en) Theodore W. Allen, "The Invention of the White Race," Vol. 2: "The Origin of Racial Oppression in Anglo-America" (Verso Books, 1997, New Expanded Edition 2012,  (ISBN 978-1-84467-770-2)978-1-84467-770-2).
- (en) Theodore W. Allen, "Class Struggle and the Origin of Racial Slavery: The Invention of the White Race" (1975), republished in 2006 with an "Introduction" by Jeffrey B. Perry at Center for the Study of Working Class Life, SUNY, Stony Brook.
- (en) Theodore W. Allen, On Roediger's Wages of Whiteness, Cultural Logic, 2001.
- (en) C.S Brown, Refusing Racism: White allies and the struggle of civil right. New York: Teachers College Press, 2002.
- (en) W. E. B. Du Bois, The Souls of White Folk, in Darkwater, 1920.
- (en) Dyer, Richard, White[réf. incomplète]
- Fanon, Frantz, Peau noire, masques blancs, Seuil, 1962.
- (en) Marcel Lucien Goldschmid, Black Americans and White Racism, Holt, Rinehart and Winston, 1970 (ISBN 978-0-03-077685-4)
- (en) C. Jackson, White Anti-Racism: Living the Legacy, 2006, consulté le 31 octobre 2006.
- (en) C. Levine-Rasky, « Framing whiteness: working through the tensions in introducing whiteness to educators », Race Ethnicity and Education, vol. 3, no 3,‎ 2000, p. 271–292 (DOI 10.1080/713693039)
- (en) David R. Roediger, The Wages of Whiteness: Race and the Making of the American Working Class, Verso, 1991,  (ISBN 0-86091-334-1),  (ISBN 978-0-86091-334-4).
- (en) D. R. Roediger, Working toward whiteness: How America's immigrants became white. The strange journey from Ellis Island to the suburbs, New York, Basic Books, 2005.
- (en) Paula S. Rothenberg (ed.), White Privilege: Essential Readings on the Other Side of Racism, Worth, 2004,  (ISBN 0-7167-8733-4).
- (en) R.P. Solomona, J.P. Portelli, B-J. Daniel et A. Campbell, « The discourse of denial: how white teacher candidates construct race, racism and 'white privilege' », Race Ethnicity and Education, vol. 8, no 2,‎ 2005, p. 147–169 (DOI 10.1080/13613320500110519)
- (en) Steele, Shelby, White Guilt: How Blacks and Whites Together Destroyed the Promise of the Civil Rights Era, HarperCollins, 2 mai 2006 (ISBN 0-06-057862-9)
- (en) Melissa E. Steyn, Whiteness Just Isn't What Is Used to Be: White Identity in a Changing South Africa, Albany, Suny Press, 2001,  (ISBN 978-0-7914-5080-2).
- (en) W.L. Updegrave, Race and money. Money, décembre 1989, 152–72.
- (en) Tim. Wise, White Like Me[réf. incomplète]